# SuperStar Libra
Die SuperStar Libra war ein Kreuzfahrtschiff von Star Cruises, einer Kreuzfahrtmarke von Genting Hong Kong. Es wurde im Jahr 1988 als Seaward in Dienst gestellt.

## Geschichte
Die Seaward entstand in den Jahren 1987/88 bei Wärtsilä Marine in Turku unter der Baunummer 1294 und wurde anschließend als Seaward von Kloster Cruise eingesetzt. 1997 wurde das Schiff im Zuge der Umbenennung der Reederei in Norwegian Cruise Line in Norwegian Sea umbenannt. 2005 übernahm die Muttergesellschaft Star Cruises das Schiff und änderte den Namen in SuperStar Libra. Die letzte Kreuzfahrt für Star Cruises endete am 27. Juni 2018.
Im August 2018 traf das Schiff in Wismar ein, wo es ab Juni 2019 als Wohnschiff für Beschäftigten von Subunternehmen und Zulieferern der MV Werften, die, wie auch Star Cruises, zu Genting Hong Kong gehörten, eingesetzt wurde. Bis Juni 2019 wurde das Schiff in der Werfthalle modernisiert und umgebaut. Unter anderem erhielt das Schiff einen Anschluss an die Kläranlage und einen Landstromanschluss.

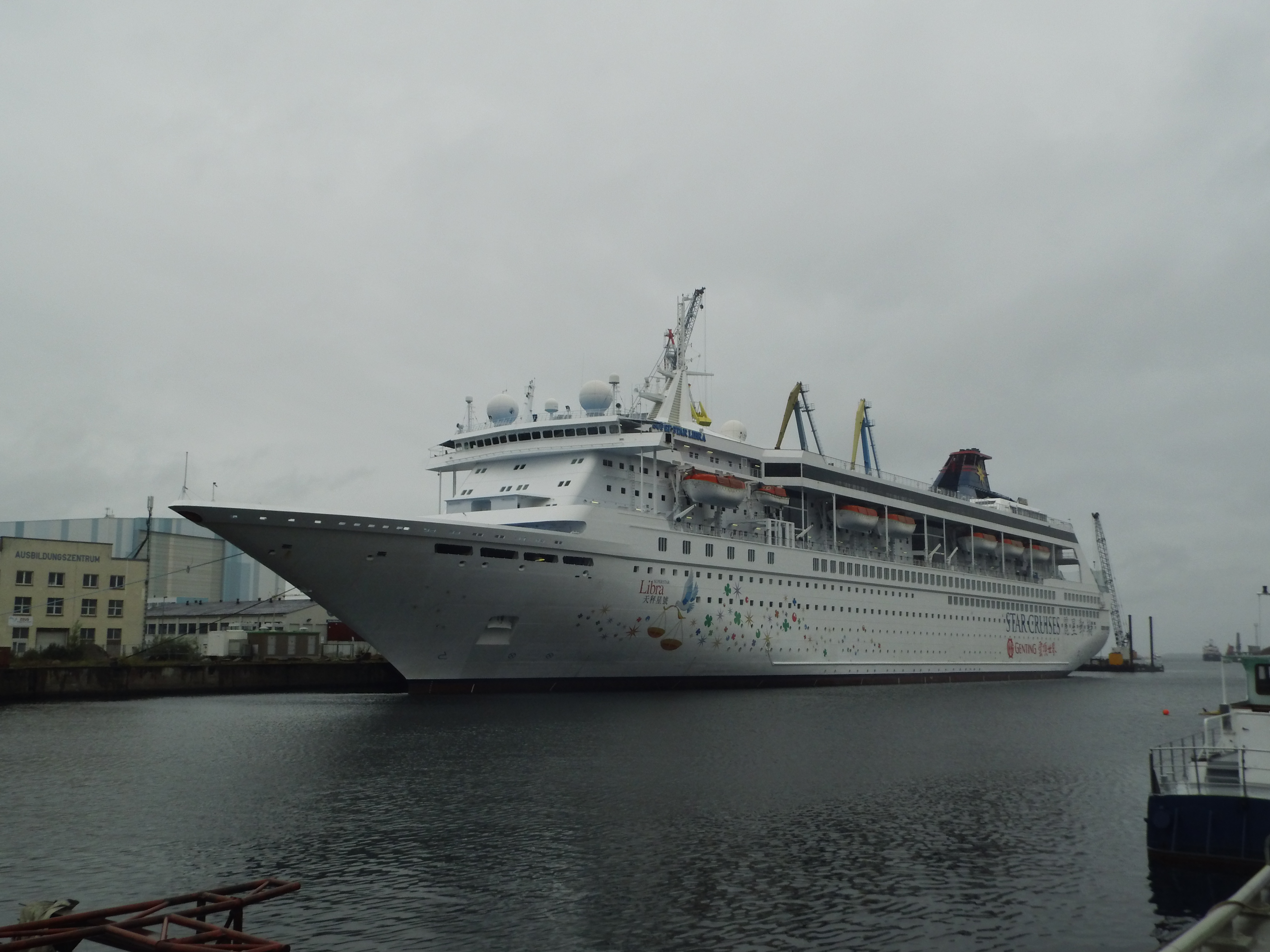
Die SuperStar Libra als Wohnschiff am Werftkai in Wismar

Betrieben wurde das Schiff von Star Cruises Germany. Diese meldete jedoch Anfang 2022 Insolvenz an. Im März 2022 wurde das Schiff an Flash Maritime Ltd., Athen verkauft und in Libra umbenannt. Das Schiff erhielt die Flagge Togos und den Heimathafen Lomé. Am 11. April 2022 verließ das Schiff Wismar im Schlepp des Schleppers Pegasus.
Im Mai 2022 traf die Libra Griechenland ein, wo sie wieder als Wohnschiff dienen sollte. Nach einer einmonatigen Liegezeit bei den Spanopoulos-Werften verließ das Schiff Griechenland am 28. Mai 2022 im Schlepp der Christos XXXVI und wurde von der Christos LXI nach Aliağa zur Verschrottung geschleppt. Dort wurde es am 1. Juni 2022 zum Abbruch gestrandet.

## Technische Daten und Ausstattung
Das Schiff wurde von vier Achtzylinder-Schiffsdieselmotoren des Herstellers Sulzer angetrieben (Typ: 8ZAL40S). Die Motoren wirkten über Untersetzungsgetriebe auf zwei Verstellpropeller. Das Schiff erreichte damit eine Geschwindigkeit von maximal 20 Knoten. Weiterhin verfügte das Schiff über zwei Bug- und ein Heckstrahlruder.
Für die Stromversorgung standen vier Dieselgeneratoren, ein Wärtsilä- und zwei BMW-Generatoren, zur Verfügung. Weiterhin wurden zwei Hilfs- bzw. Notgeneratoren, ein Deutz- und ein Volvo-Penta-Generator, verbaut.
Das Schiff verfügte über 709 Passagierkabinen. Es standen so bei Doppelbelegung der Kabinen Unterkünfte für 1.418 Passagiere zur Verfügung. Insgesamt konnten 1.504 Passagiere untergebracht werden.